# Tuditanus punctulatus
Tuditanus punctulatus és una espècie extinta de microsaure de la família dels tuditànids que visqué a Nord-amèrica durant el Carbonífer superior, fa entre 307,5 i 309,8 milions d'anys. Es tracta de l'única espècie classificada actualment en el gènere Tuditanus, que fins al 1930 també contingué l'espècie actualment coneguda com a Diceratosaurus brevirostris. El nom genèric Tuditanus és un joc de paraules. A primera vista, sembla una referència a la família romana dels tuditans, però, alhora, es pot interpretar com un derivat del mot llatí tudes (‘maça’), en referència al «cap ample i pla» d'aquest animal. El nom específic punctulatus significa ‘puntejat’ en llatí.
Com Pantylus, és probable que Tuditanus s'alimentés d'insectes. Tanmateix, tenia el cap parcialment més petit, un cos més alt respecte a les extremitats, una cua més llarga i una dentició més petita que la de Pantylus, cosa que ha portat als paleontòlegs a considerar la possibilitat que Tuditanus també fos un herbívor que s'allunyava més de l'aigua que altres amfibis primitius.